# Spilosoma bisfacia
Spilosoma bisfacia là một loài bướm đêm thuộc phân họ Arctiinae, họ Erebidae.